# Джек-н-джилл
Джек-н-джилл (от англ. Jack and Jill, два имени: мужское и женское, сокращённо J&J или ДНД) — формат соревнований в социальных танцах, при котором судьи оценивают не пару, а каждого участника в отдельности (что отражено в названии данного вида соревнований).
«Джек-н-джилл» характеризуется сменой партнёров после каждого захода и музыкой, заранее неизвестной участникам. Танцоры должны показать умение взаимодействовать с незнакомым партнёром и интерпретировать музыку «на лету».
Соревнования формата «джек-н-джилл» проводятся по свинговым танцам (линди хоп, бальбоа, буги-вуги, вест кост свинг), по хастлу и другим социальным танцам.

## Правила
Один из вариантов правил джек-н-джилла предусматривает несколько смен партнёров на отборочном этапе соревнований, на котором судьи оценивают каждого участника в отдельности, в результате чего формируется набор финалистов. Участники, вышедшие в финал некоторых соревнований, также образуют пары случайным образом, но смены партнёров не происходит, а судьи оценивают пары. Существуют, однако, и танцевальные фестивали, где правила смены партнёров в соушл-соревнованиях распространяются и на финалы, так называемые, "олдскул джек-н-джилл". В финале таких соревнований происходит от трёх смен партнеров.